# Byggnadssten

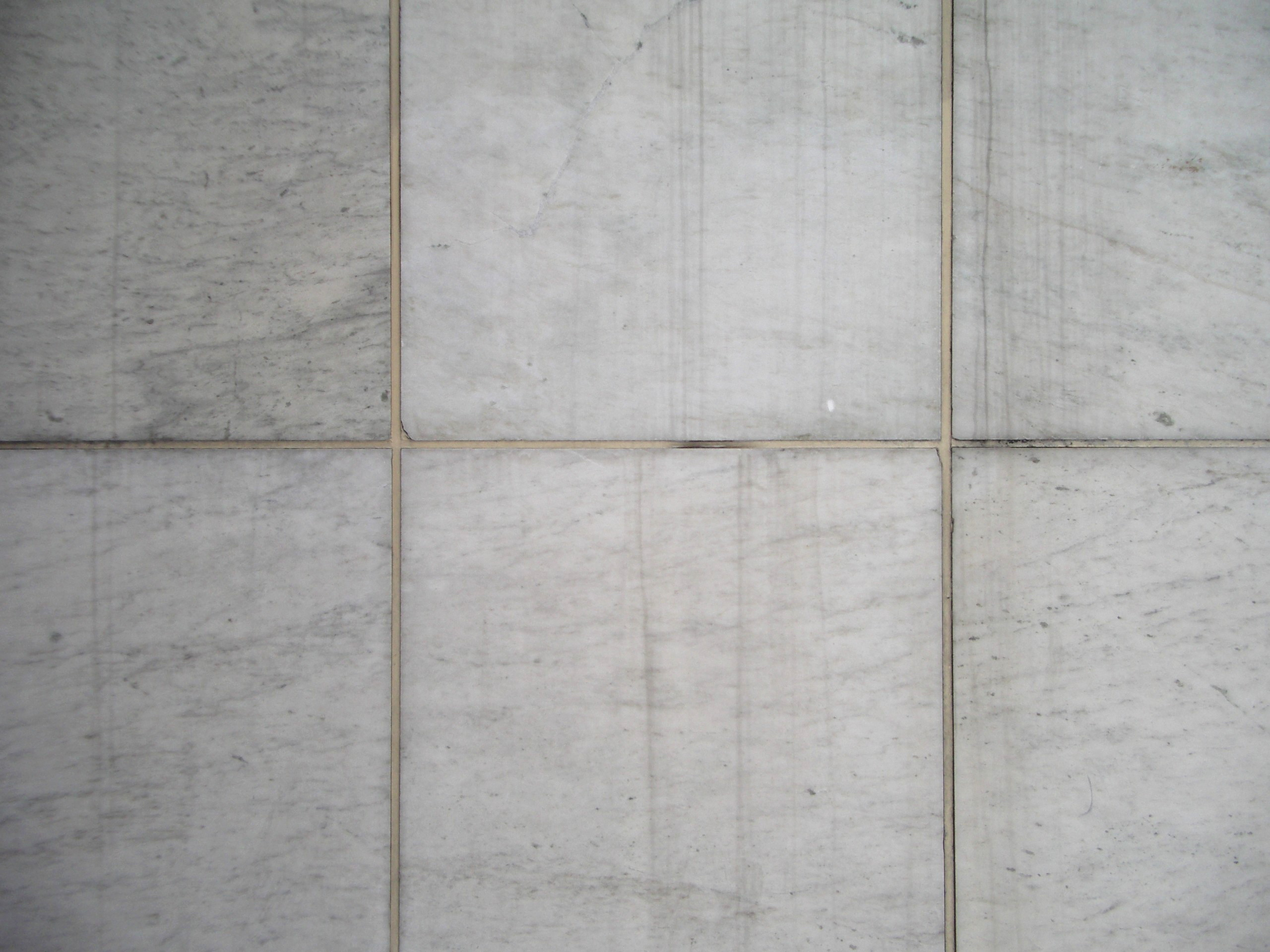
Ekebergsmarmor på Folksamhuset i Stockholm i svagt vinterljus.

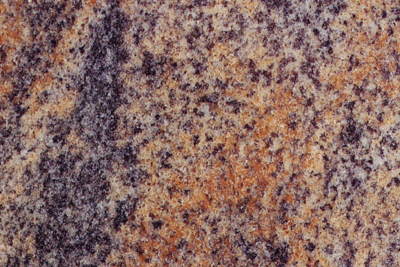
Hallandiagnejs.

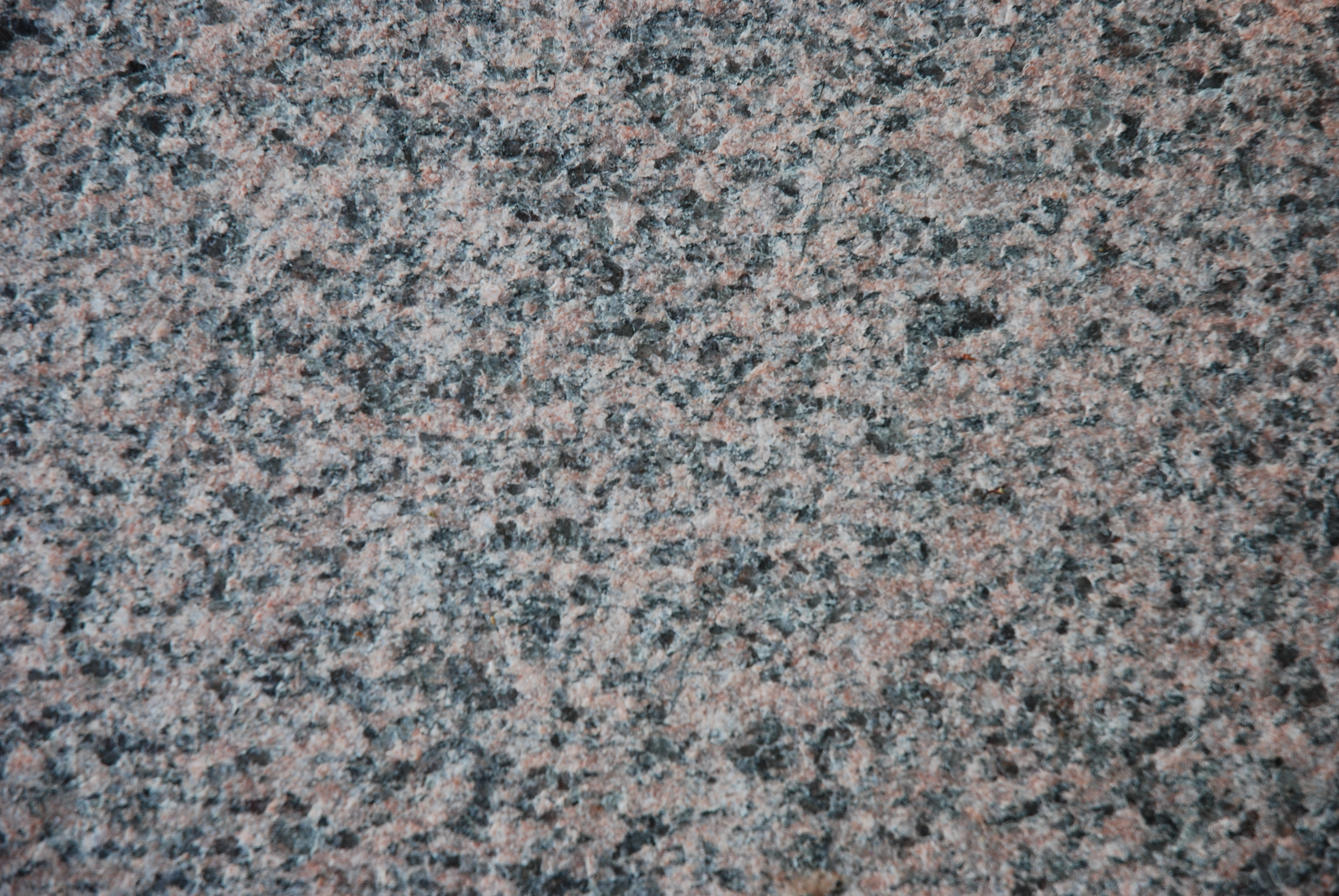
Vätögranit.

Byggnadssten är sten som bryts ur berggrunden och används för byggnader och anläggningar. I byggnader förekommer natursten i husfasader, golv, trappor samt inredningsdetaljer som köksbänkar och öppna spisar. Inom anläggningsarbeten förekommer natursten i broar, kajer, stödmurar och gatubeläggningar.
Råstenen bryts i dagbrott, sågas i skivor och ytbearbetas genom polering, hyvlingens, mattslipning, sandblästring eller bränning. Olika behandlingsmetoder och olika skärningsriktningar ger olika utseenden.
Stenar som används som byggnadssten används vanligen också som ornamentsten.

## Historik
Bergarter har bearbetats för att användas som byggmaterial i årtusenden.
I Sverige har lösa stenar, företrädesvis av granit, sedan stenåldern använts i stensträngar, kallmurar, gravhögar, gånggrifter, domarringar, skeppssättningar och som runstenar. Nästan alla runstenar är naturliga granitblock. Huggen sten och stenbrott verkar däremot inte ha förekommit på Sveriges fastland före 1000-talet, med undantag av bildstenar på Gotland. Från 1000-talet finns hällkistor i huggen kalksten.
Skandinaviens äldsta stenbyggnad är Sankt Clemens kirke i Roskilde. Den äldsta på Skandinaviska halvön är Dalby heligkorskyrka i Dalby utanför Lund, som påbörjades omkring 1060. Omkring 1070 började Nidarosdomen byggas i sten, men den nuvarande byggnaden i täljsten påbörjades först på 1140-talet. S:t Clemens kyrka i Visby började byggas omkring 1100. S:t Olofs kyrka i Visby påbörjades 1102.
Under 1100-talet började det byggas kyrkor och kloster av huggen kalksten och sandsten på flera håll i landskapen i Götaland. Kunnig arbetskraft för att hugga sten och uppföra stenbyggnader fick till en början hämtas Tyskland och längre bort i Europa. Lunds domkyrka är byggd i höörsandsten och invigdes 1145. Alvastra klosterkyrka byggdes mellan 1143 och 1185 i borghamnskalksten.
De världsliga byggnaderna i sten är något yngre än de kyrkliga. Linköpings slott, som var biskopens borg fram till reformationen, har delar som daterats till 1100-talets början. I Visby byggdes Kruttornet strax efter 1151. Det ingår nu i Visby ringmur, som är från 1200-talet. Vadstena kungsgård påbörjades i mitten av 1200-talet och är byggd i tegel med detaljer i kalksten.
Murtegel har en lång tradition i de äldsta civilisationerna i Mellanöstern, det romerska riket och genom hela medeltiden i Italien, men var en nyhet i Skandinavien och Tyskland när Roskilde domkyrka började byggas i tegel på 1170-talet. Tegel är starkare och mer måttsäkert än naturstenen, och det är som alternativ till den teglet gör sitt intåg efter drygt hundra år av stenbyggande i Skandinavien.
Från 1200-talet utvecklades tekniken för stenbyggnad och större byggen som Linköpings domkyrka kom igång. Stenhuggarna började sätta sina märken på de renhuggna stenarna, och detta är till hjälp i dateringen av äldre byggnader.

## Byggnads- och ornamentstenar i Sverige
- Diabas
- Gnejs
- Granit
- Kalksten
- Marmor
- Porfyr
- Sandsten
- Täljsten

## Urval av enskilda svenska byggnadsstenar
- Hallandiagnejs
- Vångagranit (Oppmannagranit)
- Graversforsgranit
- Bohusgranit
- Smålandsgranit, inklusive röd växjögranit
- Kolmårdsmarmor
- Ekebergsmarmor
- Yxhultskalksten
- Ölandskalksten
- Kinnekullekalksten
- Gotländsk kalksten (Gotlandsmarmor)
- Ignabergakalksten
- Roslagssandsten
- Gävlesandsten
- Mälarsandsten
- Dalasandsten, (Älvdalssandsten)
- Lemundasandsten
- Burgsvikssandsten (Gotlandssandsten)
- Övedssandsten
- Orsasandsten